# Saryg-Siep
Saryg-Siep (ros. Сарыг-Сеп) – wieś (ros. село, trb. sieło) w rosyjskiej autonomicznej republice Tuwy.
Miejscowość została założona w 1904 pod nazwą Znamienka. W 2002 roku liczyła ona ok. 6 tys. mieszkańców. Jest ośrodkiem administracyjnym kożuunu (rejonu) kaa-chiemskiego.